# 泛用无界角色扮演系统
泛用无界角色扮演系统（英語：Generic Universal RolePlaying System），是史蒂夫·杰克逊开发的角色扮演游戏。这套系统的特色是可以适用在所有已存在及发展中的角色扮演游戏。
玩家通过语言描述自己游戏角色的动作，而动作的成功与否取决于角色的技能，动作的难度，和骰子的点数。角色在游戏中获得点数，这些点数可以用来获取更强大的能力。游戏由剧本推进并由游戏主持者来主持（通常简称为“ GM”）。
在GURPS的第三版基本说明书中，对“泛用无界角色扮演系统”逐一解释如下：
- 泛用：（台、日：汎用）每个人玩游戏的口味不一样；有的人喜欢选择简单明确，玩的速度能够很快的方式。有的人则喜欢事物的叙述详实细腻，最好规则也巨细靡遗，越真实越好。而多数人则是藉于两者之间。GURPS只定义了一套最简单的系统规则，但是它提供了许多种不同的备用规则，并且彼此之间不相冲突，让玩家可依喜好而选用不同的备用规则，甚或全然只用基本规则来玩。这是套适合各种人玩的游戏系统。
- 无界：GURPS适用于各种体裁的世界。玩家利用GURPS创造出奇幻、科幻世界，也可以创造电脑黑客的、超人英雄的、恐怖之夜的、侦探推理的、二战的甚至时光旅行的故事。如果你想让你创造的盟军战将活跃在文艺复兴时代，GURPS可以轻易达成你的愿望。
- 角色扮演：GURPS和某些只需要会砍杀的角色扮演游戏不同，它可以让玩家去表演一个角色，或者是让一个角色表现出一个玩家的特性来。当然，如果你单纯地砍砍杀杀，GURPS无疑地也可以作到。
- 系统：GURPS是一套真正完成的系统。有些号称为系统的游戏，最初是一套基本规则的组合，然后不断地出版更新版、修正版，让玩家根本无所适从。GURPS则是完整地给了玩家所有的规则当工具，玩家利用这些工具，无论想创造出什么世界，都可以不受限地创造出来。

這是一个规则百科全书化的系統，适合喜欢硬核角色扮演游戏的玩家。

## 历史

### 之前的角色扮演游戏历史
在GURPS之前，1970年代和1980年代初的角色扮演游戏（RPG）专门针对某些游戏背景而开发，并且彼此之间基本上不兼容。例如，TSR针对奇幻背景发布了《龙与地下城》游戏，而它的另一款游戏《Star Frontiers》是为科幻角色扮演游戏开发的。TSR也为其他背景制作了游戏，例如《Gamma World》（末日冒险），《Top Secret》（间谍和特工），《Gangbusters》（咆哮的二十年代冒险）和《布特山》（美國舊西部）。这些游戏都有自己的独立的角色扮演游戏规则系统，而且每个游戏的规则都大不相同。尝试使用《Gamma World》和《布特山》规则进行《龙与地下城》的跨类型游戏；然而，只能通过转换属性将角色用于其他游戏。尽管GURPS先于基本角色扮演系統（混沌元素，1980年）和Hero System（Hero Games，该系统从1982年开始扩展多种类型），但GURPS是商业上最成功的通用角色扮演游戏系统，允许玩家在自己喜欢的任何背景中进行角色扮演，同时仍使用相同的核心规则集。科技水平的使用极大提高了环境的灵活性，可以将背景设置为从石器时代（TL-0）到数字时代（TL-8）或更远。

### GURPS概念
1970年代和1980年代的角色扮演游戏（例如龙与地下城）通常使用掷骰子生成的随机数来为玩家角色分配数据。1978年，史蒂夫·杰克逊为微型游戏Melee和Wizard设计了一种新的角色生成系统，该系统使用了点数购买系统：为玩家提供了固定数量的点数来购买能力。（在两年后发布的Hero System也使用了点数购买系统。）
GURPS强调其通用性已被证明是一种成功的营销策略，因为许多游戏都具有可以改装为多种类型的核心规则。它的通用性体现于在任何可能的地方使用现实世界的测量结果（“真实性检查”是每本GURPS书籍的重要组成部分）。
GURPS还受益于数十本世界设计书或额外的规则书，涵盖了所有类型（包括科幻小说，奇幻小说和历史小说）。许多著名的游戏设计师都以GURPS作家的身份开始了他们的职业生涯，包括C. J. Carella，Robin Laws，S. John Ross，和Fudge的创作者Steffan O'Sullivan。

### GURPS历史
GURPS的原型是Metagaming Concepts发行的史蒂夫·杰克逊的微型游戏《Melee》和《Wizard》，最终将它们与另一个杰克逊的游戏《迷宫》结合在一起，形成了早期的角色扮演游戏《幻想之旅》（简称TFT）。GURPS的几个核心概念首先出现在TFT中，将包括“力量”，“敏捷”和“智力”作为每个角色的核心属性。
基本GURPS集在1986年和1987年出版，包括两本小册子，一本用于发展角色，一本用于冒险。
1990年，GURPS与黑客亚文化产生交集，当时公司位于德克萨斯州奧斯汀的办公室遭到FBI的突袭。目标是GURPS Cyberpunk的作者，他涉及到从南方貝爾偷来的E911应急系统文件。该事件是电子前哨基金会成立的直接原因。
GURPS规则的免费PDF版本GURPS Lite发布。这个内容有限的规则集也包含在各种书籍中，例如《GURPS Discworld》和《Transhuman Space》。
史蒂夫·杰克逊游戏在2004年8月19日Gen Con的第一天上发布了GURPS第四版。它承诺将简化游戏和角色创作。更改包括修改属性点校正，编辑和合理化技能列表，澄清经验和天赋之间的差异，更详细的语言规则和修订科技水平。由Sean Punch设计的第四版以两本全彩色精装书以及PDF文件出售。在GURPS设定集中记录的角色最高点数为10452。

## 游戏机制

### 人物点数
GURPS中的角色是用人物点数构建的。对于一般游戏中的入门角色，第4版建议给予100-150点以设定属性，选择优点和缺点以及购买技能。普通NPC建议在25-50点内。经验丰富的英雄通常有150-250点，而超级英雄通常有400-800点。
原则上，游戏主持人可以通过比较玩家的相对点值来平衡敌人的力量和玩家角色的能力。

### 属性
GURPS中的角色有四个基本属性：
- 力量（ST）：衡量角色的基础力量和生命值，举重、搬运、伤害的能力
- 敏捷（DX）：衡量角色的综合反应力、协调性和机动性
- 智力（IQ）：衡量大脑的综合能力，对世界的感知程度
- 体质（HT）：衡量角色的体力、恢复速度、精力、活力和抵抗疾病的能力

每个属性均要分配人物点数。属性一般从10开始，代表典型的人类能力。对于残疾或者更甚的，可以低至1，而对于超出常人的，可以到20（或更高）。8到12范围内的点数是人类的正常或平均值。 基本属性值低于7会被认为是有残疾的，仅用于严重残疾的人物。15点或更高的点数被描述为惊人的——会引来持续不断的关注。
玩家设定属性需花费人物点数。属性值越高，玩家花费的点数就越多。将属性值降低到平均值10以下，则可以将返还的点数分配到其他位置。由于几乎所有技能都基于敏捷或智力，因此它们的价格是昂贵的两倍（若分配点数低于10，则可以返还到两倍的点数）。在较早的版本（第4版之前）中，所有属性都遵循相同的成本进度，其中较高属性每次增加的成本要比接近10平均值的属性高。
基本属性值还确定了几个次级属性：
- 生命值（HP）：在第四版中基于ST，衡量能够承受多少损害和伤害。 在旧版中，它基于HT。
- 意志（Will）：基于IQ，衡量能承受的心理压力。
- 感知（Per）：基于IQ，衡量你整体的警觉度。
- 体力值（FP）：在第四版中基于HT，衡量能承受的劳累，疲劳和饥饿。在旧版中，它基于ST。

其他次要属性（伤害值，基本举力，基本速度，基本闪避，基本移动力）是使用单个表格或公式从一个或多个属性值中计算得出的。

### 角色优势和劣势
GURPS具有许多优势和劣势，使玩家或游戏主持人可以自定义其角色。系统提供的无数选择吸引了喜爱高自由角色设计的玩家。
玩家可以选择许多优点和缺点来区分角色：系统支持普通的特质（例如高或低于平均水平的的财富，社徽地位和声誉）或者更奇特的特殊能力或弱点。它们被分为心理、生理、社会、异种、超自然、寻常六种类别。优势花费一定的人物点数来增强角色；选择劣势会返还人物点数，让玩家以一种方式限制角色，来换取在其他方面变得更强大。缺点包括诚实等积极属性，这些属性会限制角色的扮演方式。玩家还可以从许多特权和怪癖中进行选择，以赋予角色某些个性。特权（次要优势）和怪癖（次要劣势）对角色有增强或限制，但它们大多会增加角色的代入感。

### 技能
GURPS具有各种技能，旨在使其能够支持任何可能的类型（例如特技和驾驶）。每个技能都与至少一个属性相关联，并且角色的技能等级是从技能基于的属性值上直接加减得到的。
技能是否可选取决于游戏类型。例如，在一般的中世纪奇幻背景中，通常不会提供操作计算机或驾驶战斗机的技能。技能是按等级评定的，技能等级越高，相对于其基本属性，对于该特定技能角色就越强。
技能按难度分类：简单、普通、困难和极难。简单技能在购买等级上花费很少的点数，并且每个技能等级的成本随难度级别的提高而增加。游戏机制使提高技能所依赖的基本属性的级别可能要比购买更高级别的技能要便宜得多。玩家通常可以在其负担得起的水平内为角色购买技能。玩家选择的难度越低，购买该技能所花费的点数就越少，而难度越高，所花费的点数就越多。某些技能具有默认等级，这些级别代表角色在未经训练（即未购买）的情况下使用该技能时所达到的等级。例如，敏捷为12的角色正在使用未经训练的攀爬技能。攀爬的默认值为DX-5或ST-5，这意味着如果未经训练，则将其与敏捷值对应后，其攀爬技能等级将为7（12-5）。如果角色具有较高的力量值，那么如果将技能与力量值对应，他就有更大的成功机会。
某些技能还附有科技水平（TL）等级，以区分相似概念的技能，当它们与不同科技水平的技能一起使用时，事件将以不同的方式完成。这在时间旅行时的背景里，角色被迫处理特别陈旧或先进的设备时会有所帮助。例如，如果现代造船者被困在荒岛上并被迫使用原始工具和技术工作，那么他的技能将用处不大。因此，当在商店（TL8）和在岛上（TL0）时，他使用的技能是不同的。

### 大成功
GURPS使用六面骰子作为游戏机制的通用骰子。三个六面骰子的中位數为10.5；这使“平均”技能检定（基于未修改的属性，技能为10）可能成功或失败。
GURPS中的技能检定与大多数其他RPG的机制相反，在后者中，掷骰总数越高越好。而在GURPS中则要掷骰出技能等级以下尽可能低的点数。如果掷骰小于或等于技能等级，则检定成功。像许多其他RPG系统一样，游戏主持人没有设置“目标编号”或“难度等级”。相反，GM将使用各种修正来增加或减少技能等级。通过这种方式，正面修正会提高你的技能等级，从而增加成功的机会；而负面修正会降低等级，使检定变得更加困难。
例如：一名玩家为其角色进行了一个偷窃检定。该角色具有11级的偷窃技能。在正常情况下，玩家必须掷出11点或更少才能成功。 如果玩家的掷骰数超过11，则说明该角色未能成功进行偷窃。
对于过高或过低的掷骰，也有一些例外情况，这些都被视为暴击。无论技能等级多高，掷骰18总是大失败，掷骰3或4总是大成功（掷骰17也是大失败，除非与角色相关的技能等级为 16以上）。在这种情况下，游戏主持者可能会做出以下决定：在第一种情况下，角色惨败并造成了灾难性的后果，而在另一情况下，他（她）取得了令人难以置信的成功，并因此获得了一些奖励。

### 战斗
GURPS中的战斗是按个体轮流进行的：即每个角色每秒都有一轮行动机会。并且在角色行动时，他（她）可以采取攻击或移动等动作。所有角色采取行动后，已经过去了一秒钟。 自由动作是可以随时执行的简单动作。
攻击分为两种：近战（使用近身武器或徒手战斗等）和远程（弓，枪，掷武器，某些先天攻击等）。角色所携带的特定武器会根据角色的技能检定来攻击。例如，如果角色正在使用手枪，则与任何其他技能一样，具有较高的枪械技能等级是好的。像其他技能检定一样，玩家必须掷出等于或小于技能等级的点数。同样，大成功意味着攻击可能会对目标造成更多伤害；大失败可能会导致意外事故（例如武器脱手或击中错误的目标）。当考虑到距离，速度和掩护等因素使攻击成功更加困难时，GM会调整攻击修正。
一次成功的攻击后，除非是大成功，否则防御者通常有机会避免受到攻击。这被称为“主动防御”，有闪避（躲避攻击路径），招架（试图用肢体或武器偏转或拦截攻击）或格挡（在攻击和防御者的身体之间插入盾牌或类似物体）。与许多RPG系统不同，“主动防御”是不受阻碍的检定，这意味着在大多数情况下，攻击的成功不会影响防御的难度。闪避基于基本速度，而招架和格挡则分别基于个人的战斗技能，例如击剑，空手道或法杖用于招架，而盾牌或斗篷则用于格挡。有一个很普遍的批评：角色可以取得相对较高的主动防御值，从而拖慢战斗。系统中唯一可以解决此问题的机制是假动作，如果动作成功，它将使对手处于不利的置，从而在随后的回合中减少对该角色的主动防御。
将某些技能，属性和装备一起使用，可以发挥很大的作用。让我们想象一位来自旧西部的枪手正面临敌人。 他可以使用“战斗反射”优势在敌人面前做出反应，可以使用“即时备战”（手枪）技能将他的两把枪拿出，可以使用“神枪手”技能来跳过瞄准步骤，还可以使用“双武器攻击”（手枪）技能立刻开枪。如果他不具备这些技能，则大约需要6轮时间。

### 伤害和防御
根据角色的ST值计算物理武器（棍棒，剑，弓等）造成的伤害。角色的身体越弱，他或她使用这种武器造成的伤害就越小。纯机械武器（枪支，光束军刀，炸弹等）具有设定的伤害值。
当对角色造成伤害时，会从其生命值中扣除伤害，而生命值是使用ST属性计算得出的（在GURPS 第四版之前，生命值是从HT中得出的）。与大多数其他RPG一样，生命值的损失表示角色受到伤害，这有可能导致角色死亡。GURPS计算击中某人时的伤害惩罚，表示其造成的影响以及干扰集中注意力的急促疼痛。不同的武器会造成不同的“类型”的破坏，包括钝击（棍棒或狼牙棒），穿刺（矛或箭），切割（大多数剑和斧头），贯通（子弹）等等。

### 升级
角色升级遵循与角色创建时相同的系统。角色被授予人物点数以定期升级自己（通常是在游戏会话或故事结束时）。
GM可以自由分配自己认为合适的经验。这与一些传统的RPG不同，在传统的RPG中，玩家击败敌人会获得可预测的经验。基本集建议玩家为完成游戏目标提供1-3分，为完成游戏中的角色扮演提供1-3分。
优势也可以通过学习，工作或其他活动来获得。通常，200个小时的学习时间等于一个人物点数，可以应用于研究的领域。通过自学和工作获得人物点数需要花费更多的时间，而高科技教学可以减少所需的时间。
在紧张情况下会使角色快速学习，因为大多数清醒时间都被认为是学习时间。例如，穿越亚马逊河的角色可以将清醒时间都视为对丛林生存的研究，而生活在国外则可以视为每天学习八个小时或更长时间。

## 授权作品
计算机游戏发行商Interplay得到许可，GURPS作为1995年核战争后角色扮演（《辐射》）的基础。在开发后期，Interplay用自己的异尘馀生系统取代了GURPS角色构建系统。史蒂夫·杰克逊表示：“Interplay网站上的声明实际上并不是SJ Games和Interplay的共同决定。我们不清楚他们的提议，但对于我们还是对游戏而言，没有GURPS许可就完成并发布游戏，坚决不同意。”《辐射》的执行制作人之一Brian Fargo在接受采访时表示，由于对游戏内容的根本分歧，Interplay退出了许可协议。“史蒂夫·杰克逊对内容性质及走向感到很愤怒。他看了游戏的开场，并不赞成。”
Stuart J.Stuple，Bjoern-Erik Hartsfvang和Adam Griffith撰写的手册《GURPS傻瓜指南》(ISBN 0-471-78329-3)于2006年出版。

## 评价
GURPS在1996年的Arcane杂志读者调查中排名第14位，是有史以来50个最受欢迎的角色扮演游戏之一。英国杂志的编辑Paul Pettengale说：“基于点数系统和六面骰子，GURPS比大多数“通用”游戏的要成功得多。规则灵活且得到了很好的支持——无论你要做什么。但游戏有时会过于详尽，并且可能陷入数字计算困境。但它仍然是一个具有出色适应性的系统。”